# Johnny Herrera
Johnny Cristián Herrera Muñoz (nascut el 9 de maig de 1981) és un futbolista xilè que actualment juga com a porter per la Universitat de Xile.